# Aboubakar Oumarou
Aboubakar Oumarou (Yaoundé, 4 gennaio 1987) è un ex calciatore camerunese, di ruolo attaccante.

## Carriera

### Club
Ha giocato nella massima serie dei campionati cinese, serbo e belga.

### Nazionale
Ha esordito in nazionale l'8 settembre 2012 in Capo Verde-Camerun (2-0). Ha totalizzato tre presenze in nazionale, senza gol all'attivo.

## Palmarès

### Club

#### Competizioni nazionali
- Coppa di Serbia: 1

Partizan: 2015-2016

### Individuale
- Capocannoniere della Coppa di Serbia: 1

2012-2013 (3 reti)